# 涂辉龙
涂辉龙（1959年—），汉族，中华人民共和国政治人物、第十一届全国政协委员。
担任深圳海雅集团有限公司董事长。2008年，当选第十一届全国政协委员，代表特别邀请人士，分入第五十七组。2018年1月，当选第十三届全国政协委员。